# Jean-André Soulié
Pour les articles homonymes, voir Soulié.
Le père Jean-André Soulié, né le 6 octobre 1858 à Saint-Juéry dans l'Aveyron et mort fusillé le 14 avril 1905 à Yaregong au Tibet, est un missionnaire et botaniste français.

## Biographie
Il est issu d'une famille de paysans aisés du village de Saint-Juéry.
Il fait ses études au petit séminaire de Belmont-sur-Rance puis au grand séminaire de Rodez. Le 13 septembre 1884, il entre comme diacre aux missions étrangères de Paris, il y reçoit le sacerdoce le 5 juillet 1885, et part le 7 octobre pour la mission du Thibet, actuel diocèse de Kangding.

### Le missionnaire au Tibet
Son premier poste est à Bathang (district de Batang tib : ‘Ba’-thang), puis il est nommé à Cha-pa, (maintenant Shaba, près de Kangding). Il rencontre avec ses confrères l'expédition scientifique de Gabriel Bonvalot et du prince Henri d'Orléans, en juin 1890 à Ta-tsien lou (Kangding). En 1891, il est nommé à Tse-kou, dans le Yunnan, village situé dans une vallée sur la rive droite du Mékong où il resta avec Jules Dubernard jusqu'au 10 juillet 1896.
Puis il est en poste à Yaregong (aujourd'hui Yarigongxiang, Xian de Batang, Sichuan, Chine) où il devient vite populaire en soignant les malades ce qui lui permet de se faire accepter par la population locale. Il est fusillé le 14 avril, lors de la révolte tibétaine de 1905, non loin du village, après dix jours de tortures.

### Le naturaliste

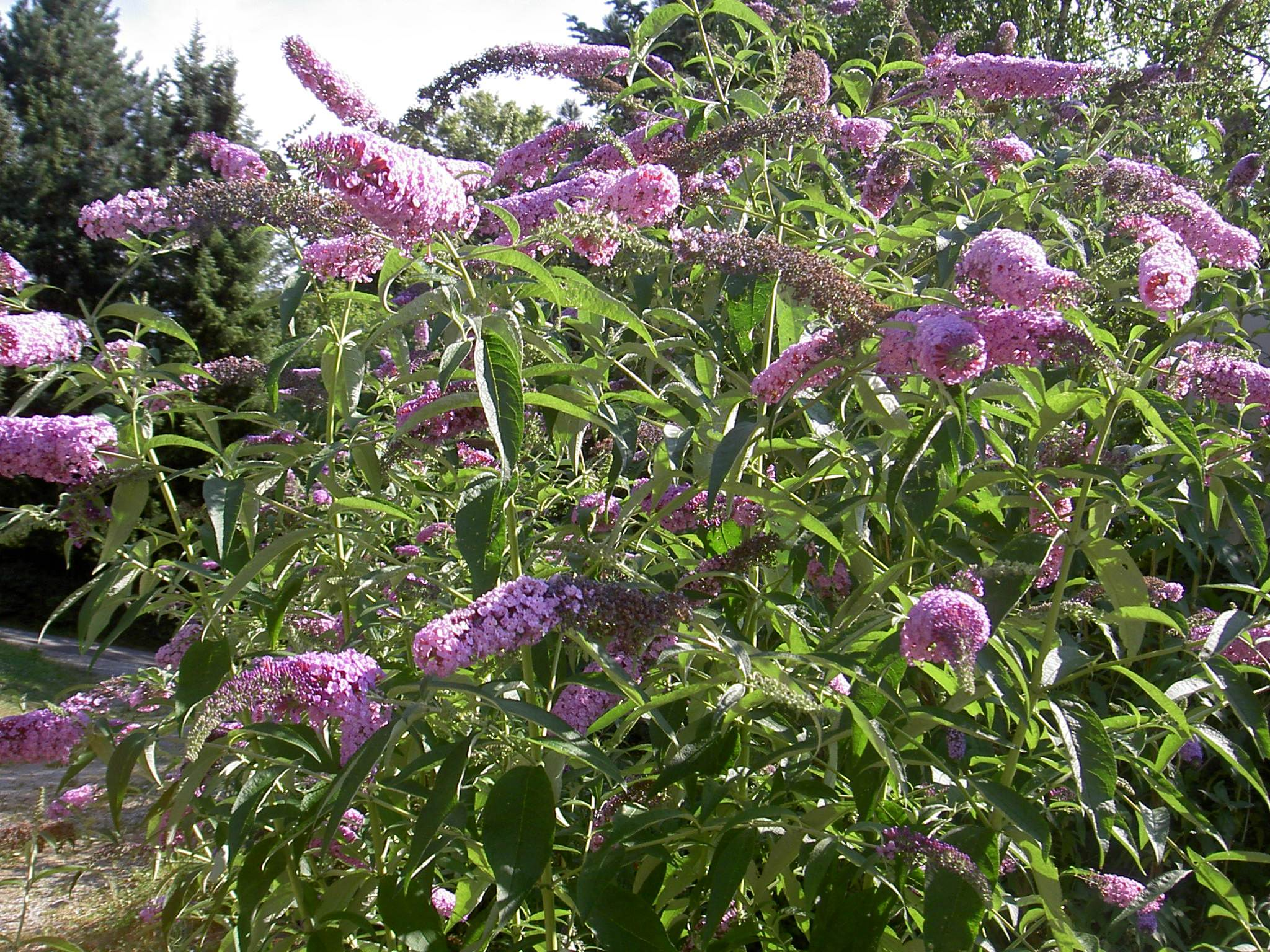
Buddleja davidii

Il recueillit plus de 7 000 espèces de plantes. On lui doit entre autres fleurs, une rose tibétaine, l'espèce Rosa soulieana dont il envoya des graines à Maurice de Vilmorin et au Muséum national d'histoire naturelle à Paris et qui est étudiée par François Crépin en 1896. Nombre des spécimens du père Soulié sont étudiés par Adrien Franchet qui les définit dans ses publications.
En 1895, les premiers semis français du Buddleia de David ou arbre aux papillons sont faits dans la propriété de la famille de Vilmorin à Verrières-le-Buisson. Maurice de Vilmorin avait reçu des graines du père Soulié. La plante sera largement cultivée à partir de 1916.
Il collecta près de Tsekou et Atentsé (maintenant le vieux quartier de Dêqên), et envoya à Paris, au Muséum national d'histoire naturelle, des spécimens de Rhinopithèque de Biet (Rhinopithecus bieti), primate d'altitude qui fut décrit sur cette base par Alphonse Milne-Edwards en 1897. Ces spécimens furent les premiers à être connus de la science.

## Décoration
En 1904, il reçoit une médaille d'argent de la Société de géographie de Paris pour avoir relevé des routes peu connues, lors de ses déplacements.